# Dům U Křížku (Kadaň)
Dům U Křížku  (čp. 329) je historický dům na Sedleckém předměstí v ulici Jiráskova (dříve Josefská), v Kadani.

## Dějiny domu a jeho majitelé
Dům U Křížku je jedním z mnoha prastarých domů Sedleckého předměstí, které bylo pro svůj vesnický charakter též nazýváno Víska. Ulice nesla až do druhé poloviny 19. století jméno Zözel. Poté se od roku 1881 jmenovala Josefská podle císaře Josefa II. a do roku 1945 Sternbergerova, a sice na počest kadaňského purkmistra J.M.Sternbergera (†1822). Vznikla před západním městským opevněním, které mělo ve své vnější hradbě mezi Vodní a Svatou bránou celkem šest obranných bašt čili věží, tzv. Zözelbasteien, přičemž ta hlavní, tzv. Sedlecká bašta, stála přímo naproti domu U Křížku a zbořena byla teprve kolem roku 1990. Dům U Křížku vlastnil na přelomu 19. a 20. století Josef Hoßner, jehož manželka Anna zde provozovala kramářskou živnost. Kromě toho v tomto předměstském domě působil i švec Josef Langer, jenž byl zároveň zelinářem a obchodníkem s kořením. Zhruba v letech 1916 až 1927 se jako majitelka domu U Křížku uvádí Theresia Gubová, pocházející z prastaré měšťanské rodiny, v Kadani doložené již v 16. století. Její příbuzný Alfred Guba byl například ředitelem zdejší dívčí měšťanské školy. K roku 1944 se u ní v podnájmu připomíná Emilie Hermannová. Protější dům čp. 546 vedle Sedlecké bašty, dnes také zbořený, patřil židovské rodině Klauberových, která obchodovala s dobytkem. Ve dvacátých letech 20. století v domě U Křížku také krátce žila v podnájmu židovská rodina Hauptmannových původem z polské Varšavy, totiž manželé Chaim a Hinka se synem Jakobem. Obě tyto rodiny byly pronásledovány během druhé světové války nacisty a mnoho z pronásledovaných se stalo oběťmi holokaustu. Jako například Albine Klauberová z domu čp. 546, jež byla roku 1942 zavražděna v koncentračním táboře Treblinka.

## Domovní znamení
Ve výklenku původně klasicistní fasády domu U Křížku, opatřeném prosklenými dvířky, je umístěn malý dřevěný kříž s porcelánovým Kristem, který může pocházet ještě z 19. nebo počátku 20. století. Je to jedno z mála domovních znamení na Sedleckém předměstí. Ukřižovaný Kristus, základní křesťanské znamení, byl často umisťován na domovní fasády jako zhmotnělá modlitba majitelů o Boží požehnání a ochranu před neštěstím.

## Zajímavost
Název Sedlecké předměstí prošel v průběhu historie vývojem. Od středověku byla tato čtvrť nazývána jako Ves nebo Víska, německy Dörfel či Dörflein. Od 15. století je však pro zástavbu před hradbami, tudíž pro nynější Jiráskovu ulici, doložen název Czoczel či Czeczel. Německojazyční vlastivědci neumějí toto slovo přeložit a připouštějí, že může mít dávný slovanský původ, například může být odvozené ze slova čeček či čuček, což může znamenat čekaná nebo hlídka. V prvorepublikových časech se mezi českou menšinou ujalo vysvětlení, že Víska byla kdysi slovanskou osadou, která se po založení královského města stala jedním z jeho předměstí, pojmenované Sedlec (německy Zözel). na hradebním parkánu mezi Sedleckou baštou a tzv. Ptačími domky byla již v roce 1756 zřízena střelnice. Kadaňští ostrostřelci, rekrutující se z řad místních měšťanů, obdrželi v roce 1810 vlastní prapor a roku 1845 si tu vystavěli vlastní restauraci nazvanou Střelnice. I nyní zůstává důležitým centrem kadaňského kulturního a spolkového života.